# Geestemünder Eiswerke

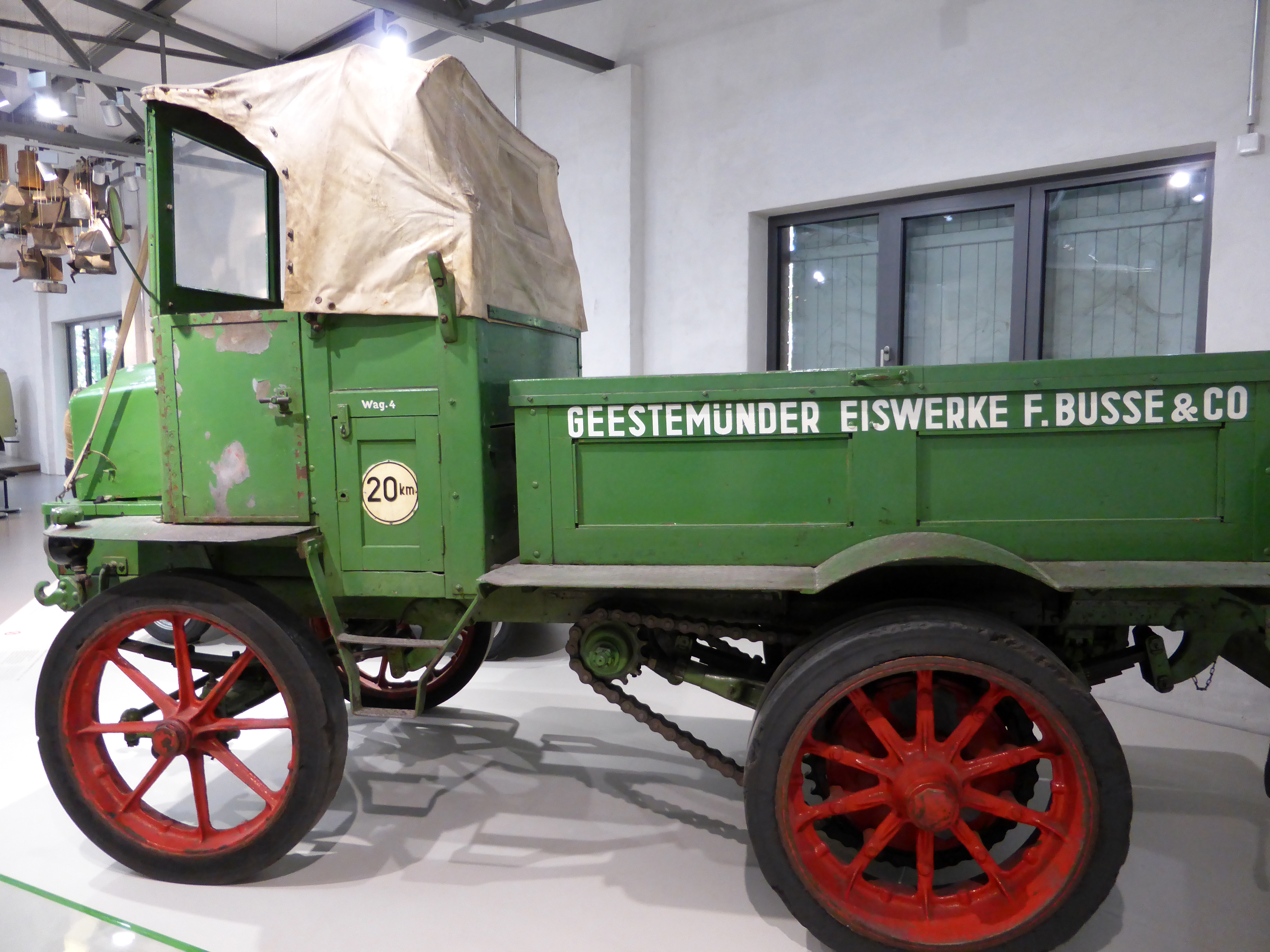
Hansa-Lloyd Elektroschlepper Typ DL 5, Bj. 1935

Die 1906 von F. Busse gegründete Geestemünder Eiswerke GmbH, die später auch unter dem Namen Geestemünder Eiswerke F. Busse & Co.firmierte, betrieb zeitgleich bis zu vier Eiswerke in Geestemünde und Wulsdorf, heute Bremerhaven. 1982 brach die Busse-Gruppe zusammen.

## Geschichte
Der Gesamtbedarf an Eis zur Konservierung der Fische an Bord und im Hafen betrug 1896 im Fischereihafen Geestemünde etwa 25.000 Tonnen und stieg mit dem Anwachsen der Fischereiflotte. Anfänglich wurde Natureis der Umgebung oder aus Norwegen in Eishäusern gelagert. Reeder Friedrich Busse (1835–1898), Begründer der deutschen Hochseefischerei, ließ Eisteiche anlegen und 1888 am Holzhafen ein Eishaus bauen. Er verknüpfe Fischfang, Fischversand und Fischhandel sowie die Versorgung mit Eis.
Nachdem die Kunsteisproduktion in dem 1902 von der Fa. Lüllich errichteten Eiswerk problemlos lief, entschloss sich Busses Nachfolger, auch eine Eisfabrik zu bauen. 1906 begann die Eisproduktion im ersten Werk der Geestemünder Eiswerke am Fünfmeterweg auf der Westseite des Fischereihafens. 1939 außer Betrieb gesetzt wurde es am 18. September 1944 durch Bomben zerstört.

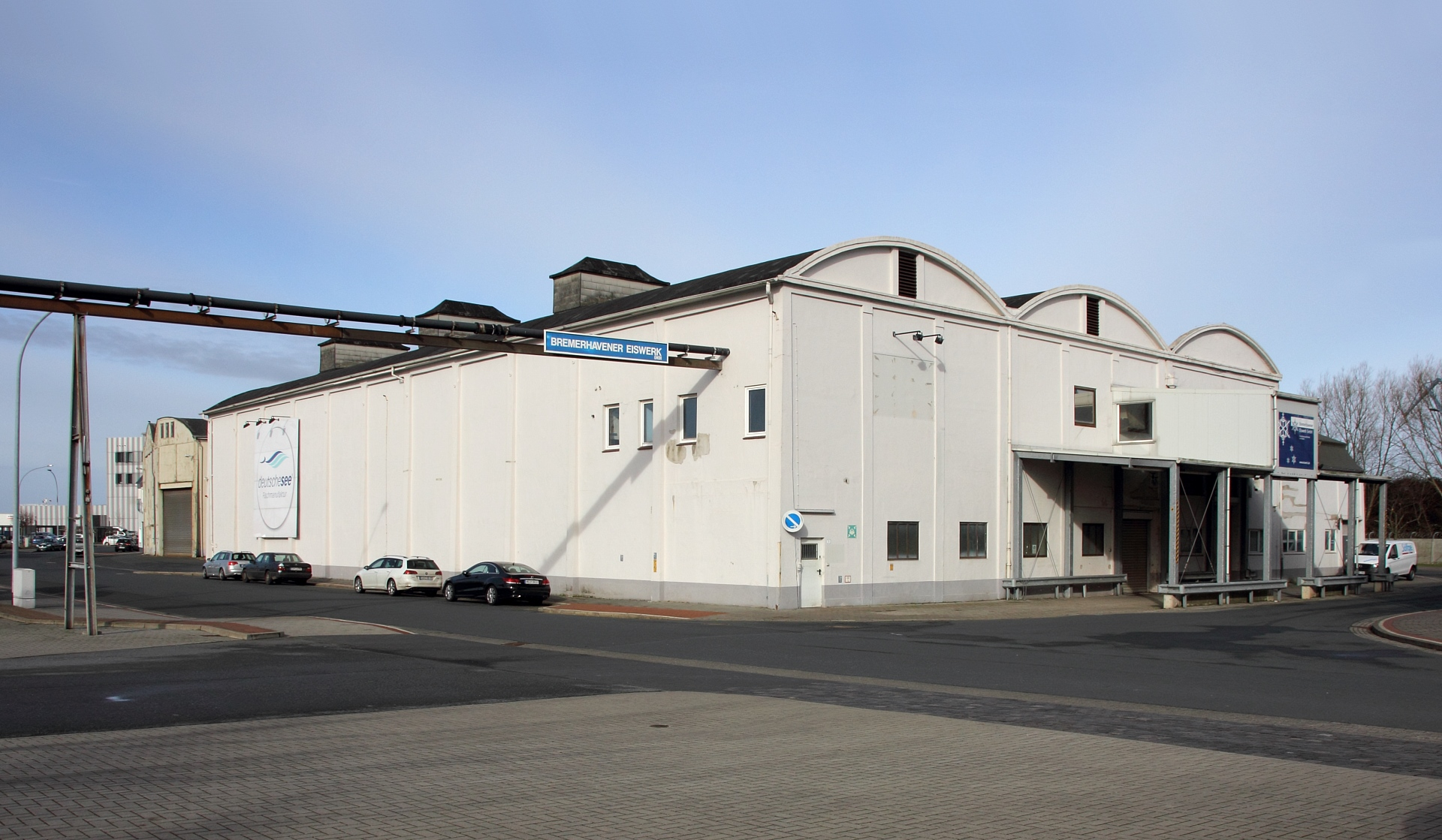
Ehemaliges Eiswerk II (2019)

Im Oktober 1911 nahm das zweite Werk an der Ostseite des Fischereihafens I den Betrieb auf, gelegen zwischen dem damaligen Weserdeich und dem Hafenbecken (früher oft als „Hafenschlauch“ bezeichnet). Der Gebäudekomplex in der Herwigstraße 22/24 und Oststraße 1/3 wurde mehrmals vergrößert und stammt von 1911/13 und 1925. Es war die erste deutsche Eisfabrik, die so genanntes Platteneis herstellte, ein klares und luftleeres Eis, mit einem Plattengewicht von rund 4.000 kg.

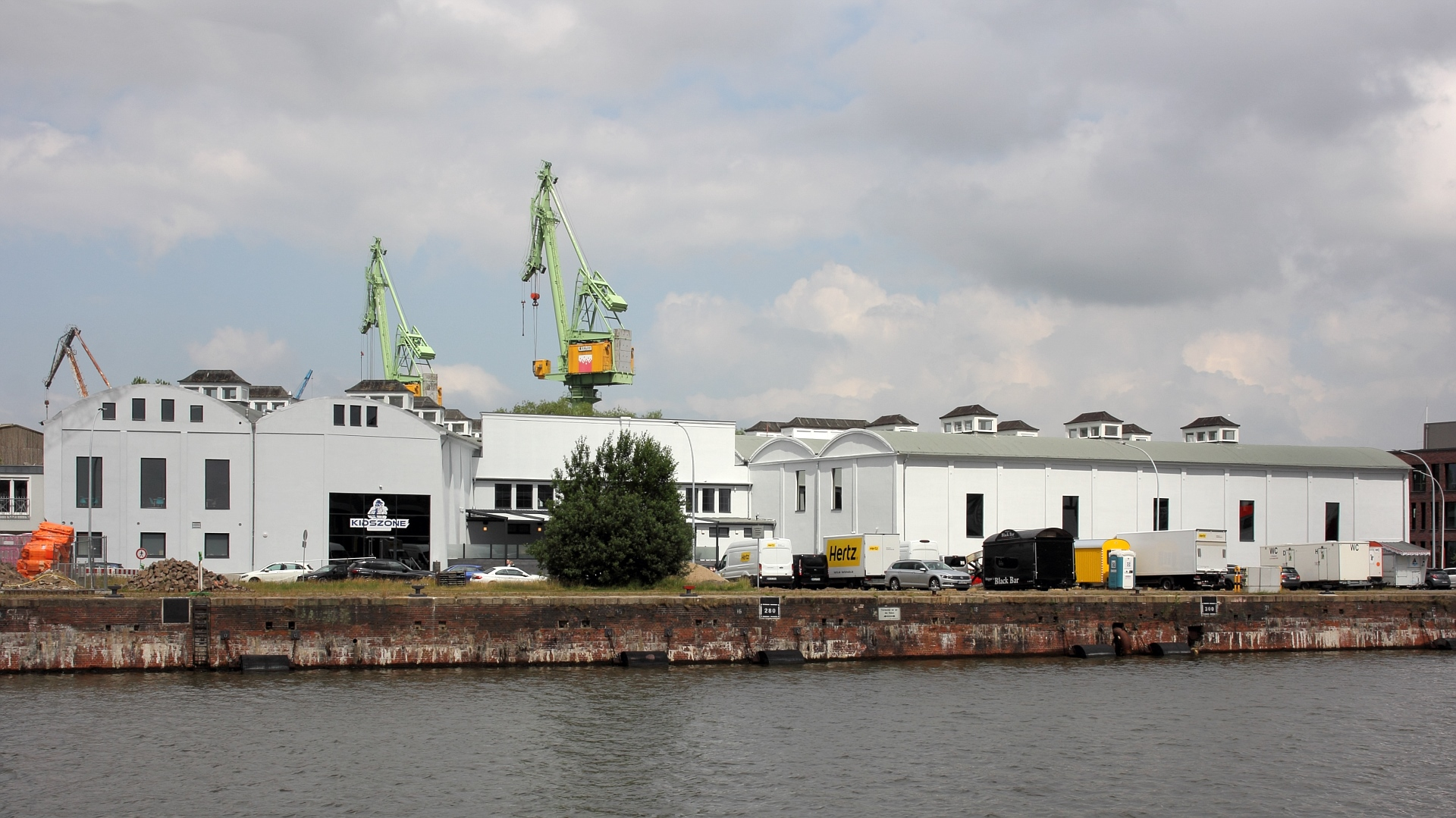
Altes Eiswerk (II) nach der Sanierung (2021)

Nach dem Zusammenbruch der Busse-Firmengruppe firmierte das ehemalige Werk II ab 1983 unter dem Namen Polar Eiswerk GmbH. Eine Vereinigung von Bremerhavener Betrieben gründete 1984 gemeinsam mit der Fischereihafen-Betriebsgesellschaft (FBG) des Landes die noch bestehende Bremerhavener Eiswerk GmbH. Sie übernahm den Betrieb. Es wurde eine Röhreneisanlage mit einer Leistung von 150 t pro Tag installiert. Abnehmer waren nun auch Fleischindustrie, chemische Industrie sowie Eventagenturen in Deutschland sowie u. a. in Polen, Rumänien, Bulgarien. Die Bremerhavener Eiswerk GmbH hat 2015 ein neues, modernes Eiswerk mit Platteneismaschinen in der Kühlhausstraße am Fischereihafen II in Betrieb genommen. Das alte Eiswerk II wurde geschlossen. Nach Zwischennutzungen und umfangreichen Sanierungsmaßnahmen wird der Gebäudekomplex seit 2021 unter dem Namen Altes Eiswerk Bremerhaven für verschiedene Indoor-Aktivitäten genutzt.
Die Gebäude des zweiten Eiswerkes stehen seit 2021 unter bremischem Denkmalschutz.  1911 entstand die Generatorenhalle I, 1913 die Generatorenhallen II und III und der nicht erhaltene Wasserturm. Die Hallen entstanden als Rahmenkonstruktionen in Betonfachwerk nach Plänen des Ingenieurs Beer durch die Baufirma Carl Brandt (Bremen). Die Hallendächer von 1911/14 als Zweigelenkbogen mit Zugbändern waren neu im norddeutschen Raum. Die gemauerten Wände haben keine tragende Funktion. Die Erweiterung mit der Generatorenhalle IV von 1924/25 nach Plänen des Ingenieurs Rauch erfolgte durch dasselbe Bauunternehmen. 1947/48 erfolgte der Wiederaufbau der Halle IV und die Reparatur der Halle III sowie der Neubau einer Garagenanlage an der Oststraße. Noch bis 2014 wurde hier Kunsteis produziert. Das Landesamt für Denkmalpflege Bremen befand: „Die schmucklose, aus der Funktion der Gebäude entwickelte Architektur ist von beeindruckender Klarheit und entwickelt durch die Wiederholung der Motive Bogendach und Dachlaterne einen ästhetischen Reiz.“

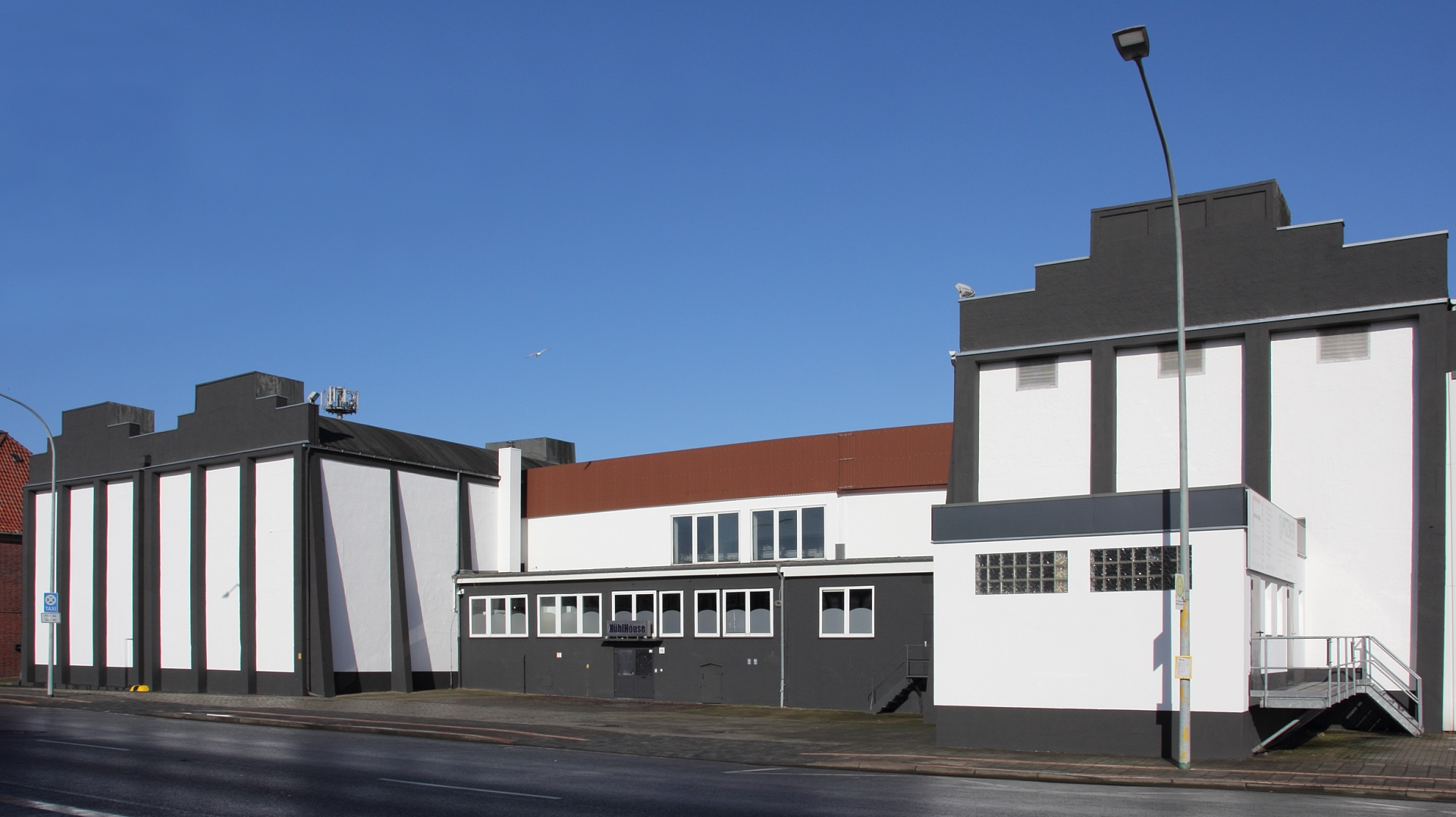
Ehemaliges Eiswerk III (2020)

Das dritte Werk wurde 1927 in der Straße Am Lunedeich errichtet und 1937 um eine weitere Halle erweitert. 1949 erhielt die Anlage einen dritten Generator. Der Betrieb im Werk wurde vermutlich 1978 eingestellt. Es gibt verschiedene Nachnutzungen.
Das 1907 in Betrieb genommene Weser-Eiswerk an der Kosebrokenstraße in Wulsdorf wurde 1929 verkauft und kurze Zeit später von Busse erworben. Im Busse-Imperium war es fortan das Werk IV der Geestemünder Eiswerke. 1939 wurde der Betrieb in diesem Eiswerk eingestellt. 1956 wurde es zu einem Kühlhaus umgebaut.